# Amphitheater im Englischen Garten
Das Amphitheater im Englischen Garten ist eine Freilichtbühne in der Siebenbuchenwiese im Englischen Garten in München. Gebaut im Jahre 1984 vom Blütenring e.V. unter dem damaligen Präsidenten Pankraz Freiherr von Freyberg wurde es am 13. Juli 1985 mit einer Aufführung der Persiflage „Lohengrin“ nach Nestroy durch die Vereinsmitglieder eröffnet.

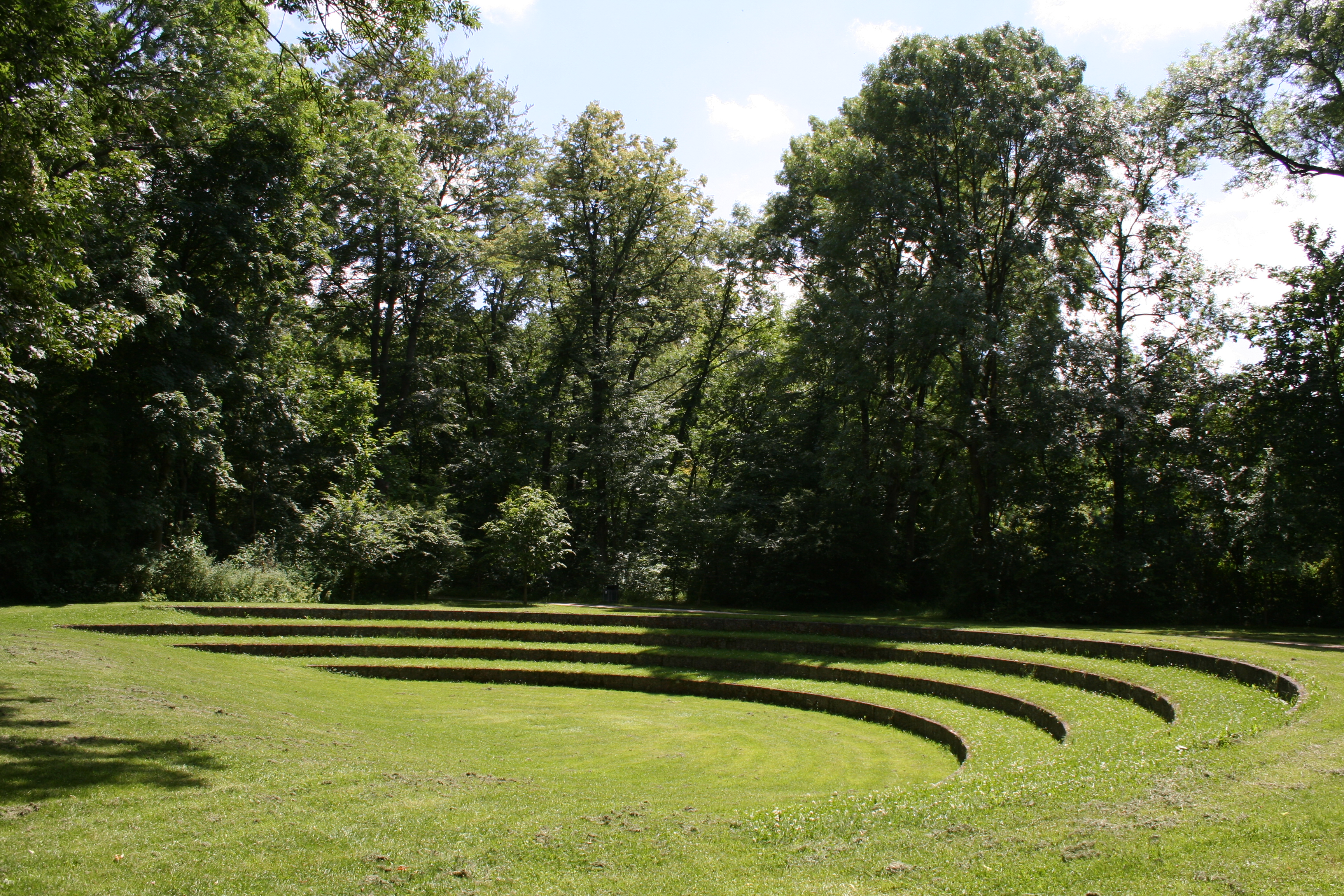
Amphitheater

## Geschichte
Das ursprüngliche Amphitheater im Englischen Garten befand sich von 1793 bis 1807 nördlich des Chinesischen Turms und südlich des Kleinhesseloher Sees, nahe der heutigen Brücke zur Königin- und Thiemestraße. Der Blütenring-Verein unter dem damaligen Präsidenten Pankraz Freiherr von Freyberg plante seit Anfang der 1980er Jahre den Wiederaufbau des Theaters. Hintergrund der Bemühungen war das Laientheaterspiel, welches der Blütenring zuerst in einem Privatgarten, später auf einer Wiese im Englischen Garten seit 1973 jährlich im Juli betrieb. Zunehmend mehr Zuschauer erfreuten sich an den Stücken, was von Freyberg auf die Idee brachte, eine ausreichend große und nachhaltige Wirkungsstätte im Englischen Garten zu suchen.
Der Standort des ursprünglichen Amphitheaters kam aufgrund eines schützenswerten Baumbestands nicht mehr in Frage. Als idealer Platz wurde in der Hirschau ein vollständig von Bäumen und Büschen umgebenes Rondell gefunden, ungefähr in der Mitte zwischen Aumeister und Kleinhesseloher See. Der Aufbau konnte insbesondere auch realisiert werden, da der damalige bayerische Staatsminister der Finanzen Max Streibl, die Bayerische Verwaltung der staatlichen Schlösser, Gärten und Seen und die Landeshauptstadt München das Vorhaben unterstützten. Auch die Münchner Bevölkerung sprach sich in einer Umfrage für das Theater aus. Über 200 Spender stellten die Errichtungskosten des Theaters in Höhe von 95.645,45 DM sicher. Eine im Boden eingelassene Gedenktafel seitlich am Theater erinnert an alle Spender.
Die Architekten und Mitglieder des Blütenrings, Christoph Zobel, Horst Weber, Klaus Weißenfeldt, entwarfen die Baupläne und das Modell des Theaters nach dem Vorgängerbau, am 12. August 1983 wurde der Bauantrag bei der Landeshauptstadt München eingereicht. In einem Vertrag mit dem Verein als Bauträger und dem Freistaat Bayern als Grundstückseigentümer vom 3. November 1983 wurde vereinbart, dass das Theater nach Fertigstellung ohne Vorbehalte in das Eigentum und den Unterhalt des Freistaats Bayern übergeht.

## Spielstätte
Das Amphitheater im Englischen Garten ist der Hauptspielort des Theaterfestivals "Commedia im Park" des Blütenring e.V und der freien Truppe „Münchner Sommertheater“.